# Kaley Cuoco
Kaley Christine Cuoco (* 30. listopadu 1985 Camarillo, Kalifornie) je americká herečka. Její nejznámější role jsou Bridget Hennessy v sitcomu 8 jednoduchých pravidel, Billie Jenkins v seriálu Čarodějky a Penny v sitcomu Teorie velkého třesku. Za roli Penny získala ceny People's Choice Award a Critics' Choice Television Award.
V říjnu 2014 získala hvězdu na Hollywoodském chodníku slávy.

## Biografie
Kaley Cuoco se narodila v Camarillu rodičům Garymu Carmine Cuocovi a Layne Ann Wingate. Její otec má italské předky a její matka anglické a německé. S modelingem začala již v šesti letech. Jako dítě soutěžila v amatérském tenisu. Přestala hrát v 16 letech.
Její mladší sestra Briana soutěžila v páté sérii americké soutěže The Voice.

## Kariéra
Svou hereckou kariéru začala s filmem Quicksand: No Escape (1992), kde hrála Connie Reinhardt. Dále se Kaley objevila například ve filmech Virtuozita (1995), Perfektní záskok (1997), Growing Up Brady (2000), Can't Be Heaven (2000), Lucky 13 (2001) nebo Sedmé nebe (2001).
V roce 2002 získala roli Bridget Hennessy, nejstarší dcery, v americkém sitcomu 8 jednoduchých pravidel. V roce 2004 přišla další role - dcera guvernérky Amanda Williams v katastrofickém filmu 10,5. V tom samém roce si zahrála Maralee Rodgers v Debating Robert Lee. V roce 2005 získala roli Billie Jenkins, mladé čarodějky, která se dostane k sestrám Halliwellovým, v populárním seriálu Čarodějky.
V roce 2007 získala roli naivní blondýnky Penny v seriálu stanice CBS Teorie velkého třesku. V tom samém roce získala roli ve filmu stanice Lifetime Tlustá jako já, který měl premiéru 8. ledna 2007. Zahrála si ve dvou epizodách seriálu Útěk z vězení. O rok později si zahrála v hororovém filmu Killer Movie. V roce 2010 se objevila ve filmu Penthouse. V roce 2011 moderovala předávání cen Teen Choice Awards a v roce 2012 a 2013 moderovala předávání cen People's Choice Awards.
V roce 2015 se objevila ve filmech Dokonalý svědek, s. r. o., Všechny cesty vedou do hrobu a svůj hlas propůjčila filmu Alvin a Chipmunkové: Čiperná jízda.

## Osobní život
Při práci na seriálu Teorie velkého třesku chodila po dva roky s hercem Johnnym Galeckim, představitelem Leonarda Hofstadtera. V říjnu 2011 se zasnoubila s Joshem Resnikem, zásnuby však odvolali v březnu 2012. Následně začala chodit s tenistou Ryanem Sweetingem a v září 2013 se zasnoubili. Vzali se 31. prosince 2013 v Santa Susaně v Kalifonii. Během manželství používala jméno ve tvaru Kaley Cuoco-Sweeting. Dne 25. září 2015 pár oznámil, že se rozchází. Dvojice byla rozvedena v květnu 2016.
Od března 2016 tvořila pár s Karlem Cookem, v listopadu 2017 oznámili zasnoubení. V červnu roku 2018 proběhla jejich svatba. V roce 2021 pár oznámil rozchod.
V květnu 2022 potvrdila vztah s americkým hercem Tomem Pelphreyem. O pět měsíců později skrze svůj instagramový profil oznámila, že spolu čekají své první dítě. Dne 30. března 2023 se jim narodila dcera Matilda.

## Filmografie

### Film
| Rok           | Název                              | Role                 | Poznámky     |
| ------------- | ---------------------------------- | -------------------- | ------------ |
| 1992          | Pohyblivý písek: Není úniku        | Connie Reinhardt     |              |
| 1995          | Virtuozita                         | Karin Carter         |              |
| 1997          | Perfektní záskok                   | Malá holka           |              |
| 1997          | Bezzubí                            | Lori                 |              |
| 1998          | Pan vražda                         | Charlotte Stillwater |              |
| 2000          | Alley Cats Strike                  | Elisa Bowers         |              |
| 2000          | Growing Up Brady                   | Maureen McCormick    |              |
| 2000          | To ani nemůže být nebe             | Teresa Powers        |              |
| 2003          | A Merry Mickey Celebration         | Samu sebe            |              |
| 2004          | The Hollow                         | Karen                |              |
| 2004          | Crimes of Fashion                  | Brooke               |              |
| 2004          | Debating Robert Lee                | Marlee Rodgers       |              |
| 2005          | Šťastná třináctka                  | Sarah Baker          |              |
| 2006          | Separated at Worth                 | Gabby                |              |
| 2006          | Wasted                             | Katie Cooning        |              |
| 2007          | Tlustá jako já                     | Alyson               |              |
| 2007          | Cougar Club                        | Amanda               |              |
| 2008          | Killer Movie                       | Blanca Champion      |              |
| 2010          | Penthouse                          | Erica Roc            |              |
| 2011          | Hop                                | Samntha O'Hare       |              |
| 2011          | The Last Ride                      | Wanda                |              |
| 2014          | Neznámí autoři                     | Hannah Rinaldi       |              |
| 2015          | Všechny cesty vedou do hrobu       | Katy                 |              |
| 2015          | Dokonalý svědek s. r. o.           | Gretchen Palmer      |              |
| 2015          | Alvin a Chipmunkové: Čiperná jízda | Eleanor (hlas)       |              |
| 2016          | Proč právě on?                     | Justine (hlas)       |              |
| 2017          | Handsome                           | Samu sebe            |              |
| 2022          | Muž z Toronta                      | Maggie               |              |
| 2022          | Meet Cute                          | Sheila               |              |
| bude oznámeno | Role Play                          | bude oznámeno        | přípravovaný |

### Televize
| Rok        | Název                                           | Role                                      | Poznámky                                                     |
| ---------- | ----------------------------------------------- | ----------------------------------------- | ------------------------------------------------------------ |
| 1994       | Tak tohle je můj život                          | Mladá Angela Chase                        | díl: „Father Figures“                                        |
| 1994       | Northern Exposure                               | Miranda                                   | díl: „Hello, I Love You“                                     |
| 1996       | Ellen                                           | Malá Ellen                                | díl: „The Bubble Gum Incident“                               |
| 2000       | Homewood Pl                                     | Lauren Crane                              | díl: „Pilot“                                                 |
| 2000       | Don't Forget Your Toothbrush                    | Ashley                                    | díl: „12 March 2000“                                         |
| 2000–2001  | Ladies Man                                      | Bonnie Stiles                             | hlavní role (2. řada), 8 dílů                                |
| 2001       | Sedmé nebe                                      | Lynn                                      | díl: „Relationships“                                         |
| 2002       | Show Ellen DeGeneresové                         | Vanessa                                   | díl: „Shallow Gal“                                           |
| 2002       | The Nightmare Room                              | Kristin Ferris                            | díl: „My Name Is Evil“                                       |
| 2002       | First Monday                                    | Alyssa                                    | díl: „Pilot“                                                 |
| 2002–2005  | 8 Simple Rules...for Dating my Teenage Daughter | Bridget Hennessy                          | hlavní role, 76 dílů                                         |
| 2004       | Chlapi sobě                                     | Erin                                      | díl: „For Whom the Cell Tolls“                               |
| 2004       | The Help                                        | Carly Michaels                            | díl: „Pilot“                                                 |
| 2004       | Napálené celebrity                              | sama sebe                                 | díl: „9 May 2004“                                            |
| 2004       | 10,5 stupně                                     | Amanda Williams                           | hlavní role, 2 díly                                          |
| 2004–2006  | Brandy and Mr. Whiskers                         | Brandy Harrington (hlas)                  | hlavní role, 77 dílů                                         |
| 2005–2006  | Bratz                                           | Kirstee Smith (hlas)                      | hlavní role (1. řada), 17 dílů                               |
| 2005–2006  | Čarodějky                                       | Billie Jenskins                           | 22 dílů                                                      |
| 2005–2007  | Loonatics Unleashed                             | Paula Hayes / Weather Vane                | vedlejší role, 3 díly                                        |
| 2006       | Secrets of a Small Town                         | Misty Anders                              | neprodaný televizní pilotní díl                              |
| 2007       | Útěk z vězení                                   | Sasha Murray                              | díl: „Vzkaz“ a „Chicago“                                     |
| 2007–2019  | Teorie velkého třesku                           | Penny                                     | hlavní role, 279 dílů                                        |
| 2012       | Drew Peterson: Nedoknutelný                     | Stacy Peterson                            | TV film                                                      |
| 2016       | Comedy Bang! Bang!                              | sama sebe                                 | díl: „Kaley Cuoco Wears a Black Blazer and Slip on Sneakers“ |
| 2016       | Bitva playbacků                                 | sama sebe                                 | díl: „Josh Gad vs. Kaley Cuoco“                              |
| 2019–dosud | Harley Quinn                                    | Dr. Harleen Quinzel / Harley Quinn (hlas) | také výkonná producentka                                     |
| 2019       | Malý Sheldon                                    | Pool (hlas)                               | díl: „Polévka mládeže a klubíčko lží“                        |
| 2020–dosud | Letuška                                         | Cassandra „Cassie“ Bowden                 | hlavní role; také výkonná producentka                        |
| 2021       | Larry, kroť se                                  | Heidi                                     | díl: „The Watermelon“                                        |
| 2023       | Based on a True Story                           | Ava Bartlett                              | hlavní role                                                  |